# Katiola (departement)
Katiola är ett departement i Elfenbenskusten. Det ligger i regionen Hambol, i den centrala delen av landet, 190 km norr om huvudstaden Yamoussoukro.